# Мурузи
Мурузи или Морузи (на гръцки: Μουρούζης; на румънски: Moruzi) е гръцки фанариотски род, представители на който са князе на Молдова и Влашко.
Родът води началото си от областта Понт, като негови представители се установяват в Цариград в средата на XVII век. Техни потомци служат като драгомани на османското правителство, като няколко от тях са назначавани за князе както в Молдова, така и във Влашко. В началото на XIX век повечето представители на рода се установяват в Румъния, а някои заминават за Русия. След установяването на комунистическите режими в тези страни мнозина емигрират, главно във Франция.